# Покладне процесије у области Хлинска
Покладне процесије у области Хлинска је фолклорна традиција у источној Чешкој. Овај обичај упражњава се у завршници поклада, током Покладног уторка пре Чисте среде. Карактеристичан је за град Хлинско и шест околних насеља, укључујући Хамри, Студнице, Вортову и локани део Хлинског Блатна, у округу Хрудим у источној Чешкој. На овом подручју обичај је сачуван у готово аутентичном облику, па је 2010. године уписан на Унескову листу нематеријалне културне баштине човечанства.

## Опис
Свечаности које је требало да обележе долазак пролећа и обезбеде добру жетву и плодност вероватно су настале још у прехришћанско доба.
У области Хлинска покладна процесија представља шетњу маскиране поворке од врата до врата. Постоје строга правила о броју маски и њиховом редоследу у поворци. Маска кобиле мора да иде на челу, а кљусе на зачељу. Остале маске су ловац, жена, Турчин, сламнати човек, оџачар и трговац. Маске су подељене на црне и црвене. Сви учесници су, без изузетка, прекривени чађом.
Поворка се прима и угошћава у свакој кући. Процесија се завршава смрћу и каснијим васкрсењем кобиле (маске), широко распрострањеног симболичког мита који се повезује са доласком пролећа.

## Историја
Покладна процесија је стар ритуал, али прва писана сведочанства датирају из средине 19. века и нађена су у хроникама неколико села. Ове хронике чувају се у Државном окружном архиву у Хрудиму. У литератури је ову традицију први забележио Карел Вацлав Адамек у публикацији Lid na Hlinecku (Људи у Хлинеку) из 1900. године. Детаљно је описао ток процесије, маске и традиционалне изреке. Захваљујући овом запису може се установити да је ритуал, бар од краја 19. века, остао готово непромењен.

## Галерија
- Покладе 2022